# 艾伦比广场

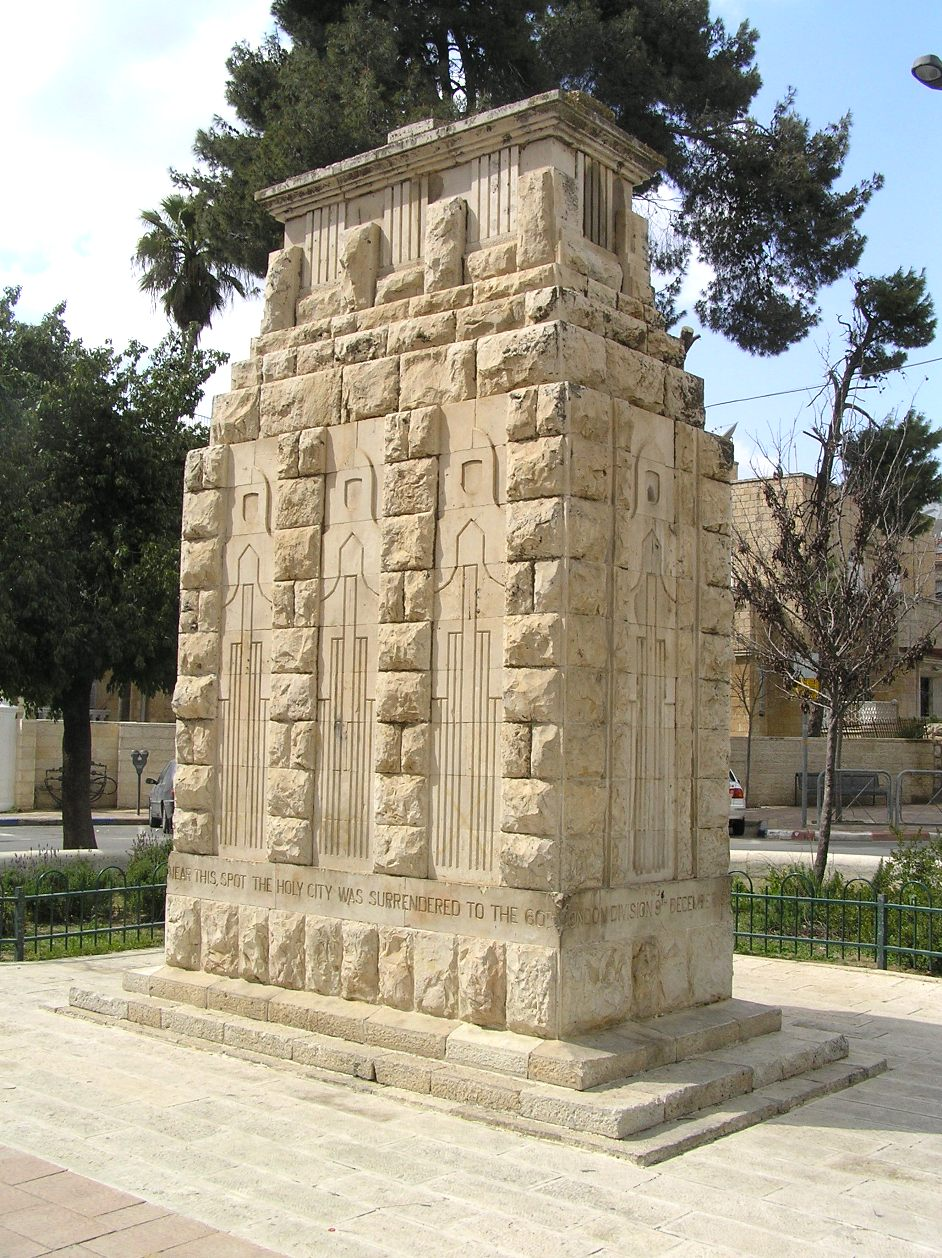
第一次世界大战纪念碑在艾伦比广场

艾伦比广场是耶路撒冷两个不同的广场的名称，得名于第一次世界大战中指挥英军占领巴勒斯坦的埃德蒙·艾伦比元帅。

## 多次投降
1917年，英国陆军沿雅法-耶路撒冷公路前进，接近耶路撒冷。在12月8日 - 12月9日的晚上，奥斯曼帝国军队退出。第二天，耶路撒冷的巴勒斯坦市长胡欣·萨利姆·Husseiny宣布正式投降英国。在当时人口稀少的耶路撒冷西郊，他遇到了一对英国厨房军士夫妇，因不熟悉英国军衔肩章，而向他们投降。然而，主管的军官对这种非正式的仪式感到生气，在同一个山丘举行了第二次投降仪式；更高级的官员在同一地点又举行了第三次投降仪式；最后，艾伦比元帅坚持举行了第四次，也是最后一次投降仪式 ，这一次是在不同的地点 - 就在耶路撒冷老城城墙的雅法门外，然后隆重进入城内。耶路撒冷市长没有出席最后一次投降仪式，因为他在寒冷的冬天站在山上，得了肺炎。艾伦比在医院看望了他。
因此，耶路撒冷投降日共有两天（12月9日和11日），还有两个地点:举行原来仪式的山丘，和举行艾伦比的仪式的雅法门。

## 纪念碑

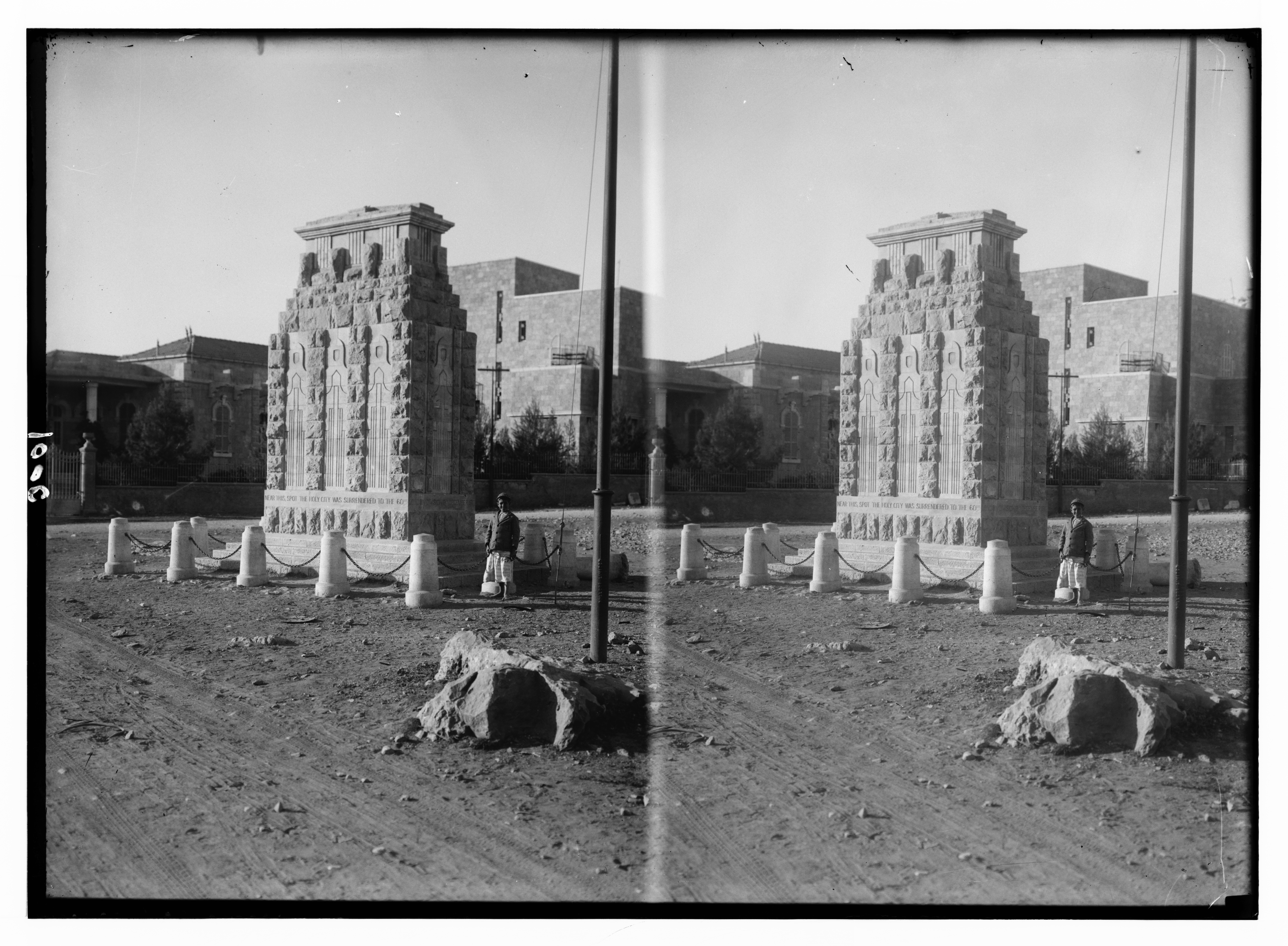
1920年艾伦比纪念碑

1920年，英国战争纪念碑在举行第一次投降仪式的山上兴建。它高三米，碑文刻的是12月9日（而不是11日）。原计划顶部有艾伦比的骑马雕像，却未能付诸实施。建筑材料使用了从雅法门顶部的奥斯曼钟楼拆除的石块。

## 第一个艾伦比广场

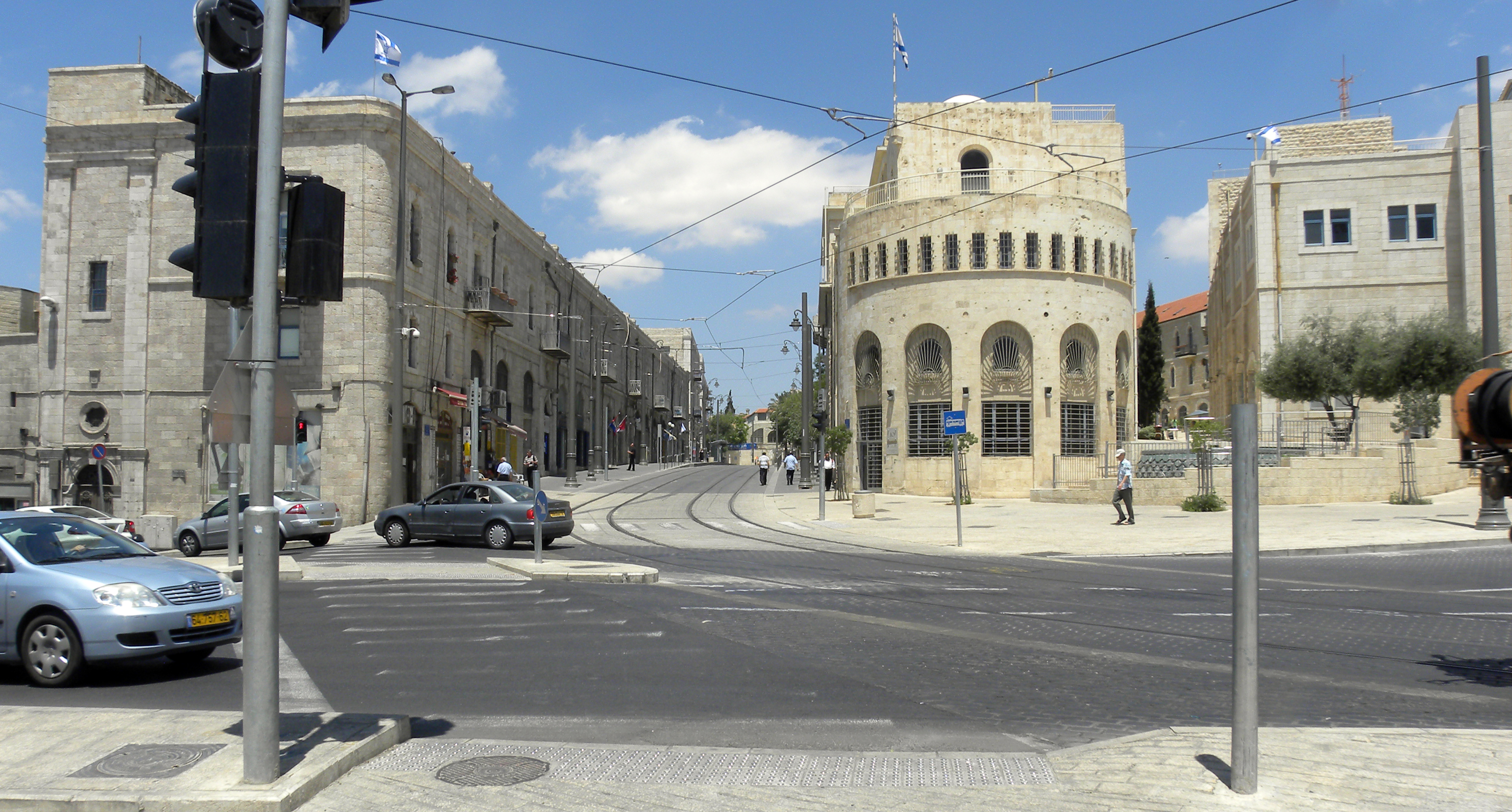
以色列国防军广场

举行第一次投降仪式的山丘当时在城墙外，耶路撒冷的西部边缘。艾伦比在雅法门附近的广场举行仪式，命名为艾伦比广场。在英国统治巴勒斯坦托管地时期，艾伦比广场在一条繁忙大道的中间。然而，随着第一次中东战争爆发，广场成为战场的一部分，隔开犹太和阿拉伯民兵，和后来的以色列国防军和约旦阿拉伯军团。1949停战协议签订后，艾伦比广场成为无人区的一部分，直到以色列在1967年占领和兼并东耶路撒冷，并更名为以色列国防军广场。至今仍是主要是以色列人居住的西耶路撒冷和主要聚居巴勒斯坦人的东耶路撒冷的界限。

## 第二个艾伦比广场
在英国时期，1920年纪念碑，在一个空场中间，逐渐被Romema社区的住宅包围。以色列建国后，耶路撒冷市在此修建了椭圆形的围栏，但并没有正式的名称。1967年，以色列政府将此处命名为艾伦比广场。